# Bartuğ Elmaz
Bartuğ Elmaz (* 19. Februar 2003 in Çerkezköy) ist ein türkischer Fußballspieler. Elmaz steht seit Juli 2023 bei Fenerbahçe Istanbul unter Vertrag.

## Karriere

### Im Verein
Elmaz begann seine Karriere 2013 in der Jugend von Galatasaray Istanbul. Nach sechs Jahren als Jugendspieler unterschrieb der defensive Mittelfeldspieler 2019 einen Dreijahresvertrag. Sein erstes Spiel in der Süper Lig erfolgte am 22. Dezember 2020 gegen Göztepe Izmir. Elmaz wurde in der 90. Spielminute für Emre Kılınç eingewechselt. Im Sommer 2022 wechselte Elmaz ablösefrei nach Frankreich zu Olympique Marseille. Nach einem Jahr in Frankreich kehrte er nach Istanbul zurück und wechselte zu Fenerbahçe Istanbul.

### In der Nationalmannschaft
Bartuğ Elmaz spielte bislang für die türkische U-15, U-16, U-17, U-19 und U-21.